# Aéroport de Cartierville
L'aéroport de Cartierville (code AITA : YCV ; code OACI : CYCV) était un aéroport à Saint-Laurent, au Québec, maintenant un arrondissement de Montréal. L'aéroport fut fermé en 1988 et transformé en développement domiciliaire, nommé Bois-Franc, par son propriétaire, la compagnie Bombardier Aéronautique. 

## Histoire

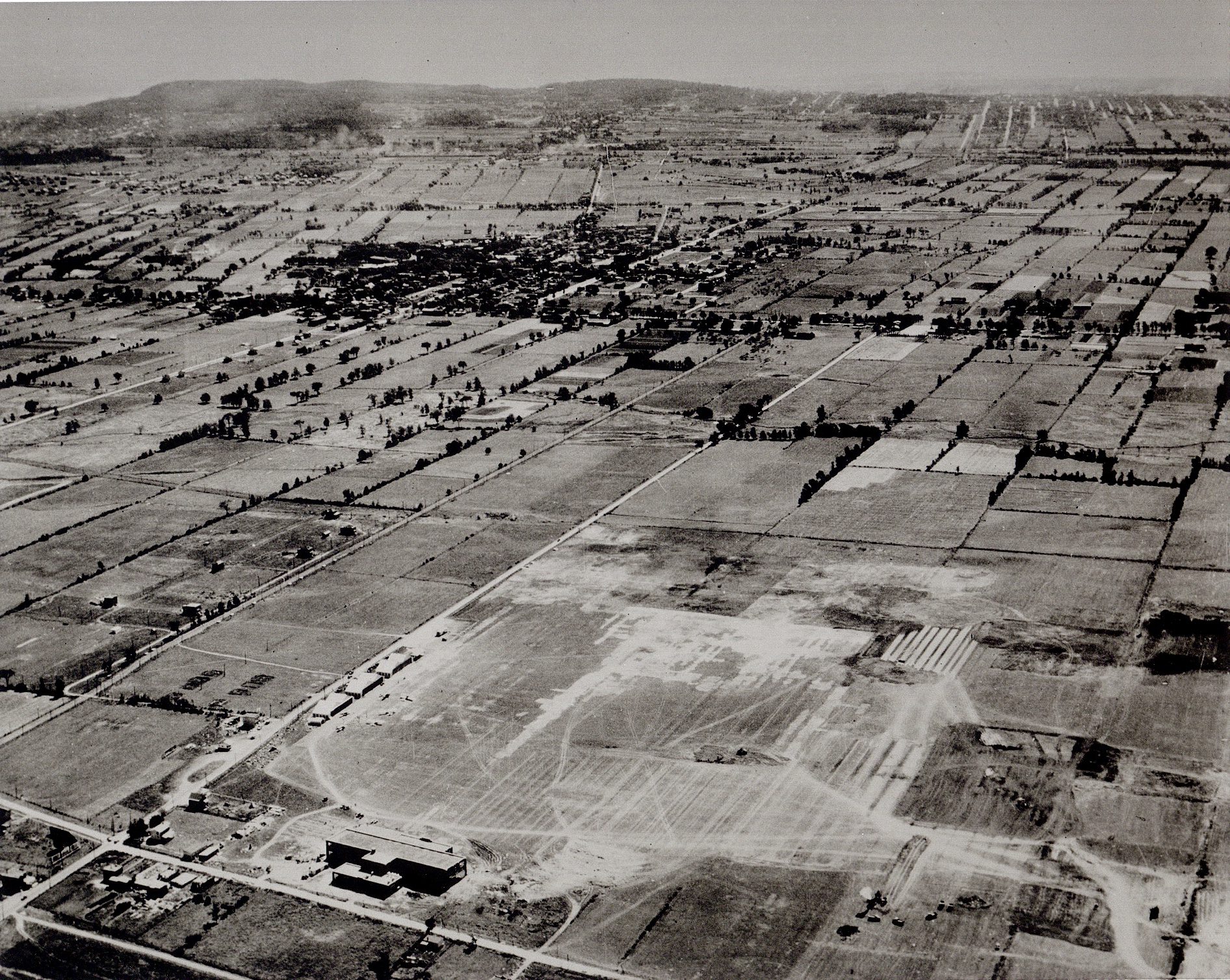
L’aéroport en 1929.

L'aéroport est créé en 1911, avant la Première Guerre mondiale, dans un secteur de la paroisse de Saint-Laurent appelé Bois-Franc et prend alors le nom de Bois-Franc Field. À l'origine, ce terrain est utilisé comme champ de polo par le Montreal Polo Club, mais dès 1911, il se distingue comme le tout premier terrain d'aviation au pays, marquant ainsi les débuts de la vocation aéronautique de Cartierville. Ce terrain, situé le long de la route 117, devenue boulevard Marcel-Laurin, et du chemin Bois-Franc qui deviendra le boulevard Henri-Bourassa Ouest. Il devient par la suite un site d’expérimentation aéronautique pour Percy Hall Reid. Né en 1891 à Dalhousie et passionné d'aviation, Reid, avec l’aide de ses amis Ernest Anctil et W. Audy, conçoit et teste en 1911 le tout premier avion construit au Canada sur ce terrain, loué de Gervais Cousineau. Lorsque le Montreal Polo Club cesse ses activités l’année suivante, Cousineau permet à Reid de continuer d’utiliser le champ d’une longueur d’environ un mille (1,6 km) et d’une largeur de 1 000 pieds (305 m), et lui prête même une grange pour abriter son avion. Cette entente marque les débuts de la vocation aéronautique du site.
En 1919, le terrain est acquis par l’Aerial League of the British Empire, et au printemps 1920, Cartierville obtient officiellement le statut d’aéroport douanier sous la gestion de la ligue, consolidant son rôle stratégique pour l'aviation civile et commerciale.
Le développement de l’aéroport de Cartierville s’accéléra à partir de 1935 avec l'installation de la petite usine de construction d'avions de Noorduyn Aviation, rejointe en 1942 par celle de Vickers,. Cette dernière, qui prit le nom de Canadair en 1944, connaît un essor considérable pendant la Seconde Guerre mondiale. Des dizaines de milliers d'ouvriers participent à l’effort de guerre et une première banlieue pavillonnaire, le quartier Norvick (contraction de Noorduyn-vickers), est construite pour loger certains d'entre eux à proximité immédiate. Ce secteur de la paroisse de Saint-Laurent fusionna ensuite avec la ville de Saint-Laurent.
Canadair utilisait les installations de l'aéroport de Cartierville pour les vols des appareils qu'elle produisait. Différentes composantes de l'usine furent construites autour de l'aéroport et on retrouvait une aérogare sur le boulevard Henri-Bourassa. L'aéroport fut utilisé par Canadair jusqu'en 1988, en particulier par les bombardiers d'eau Canadair CL-215 et CL-415. Il était également utilisé pour des vols nolisés, de la petite aviation et des écoles de vol, mais l'augmentation du trafic à l'aéroport de Dorval (devenu l'aéroport international Pierre-Elliott-Trudeau de Montréal), situé à proximité, amena à l'interdiction de son usage civil. 

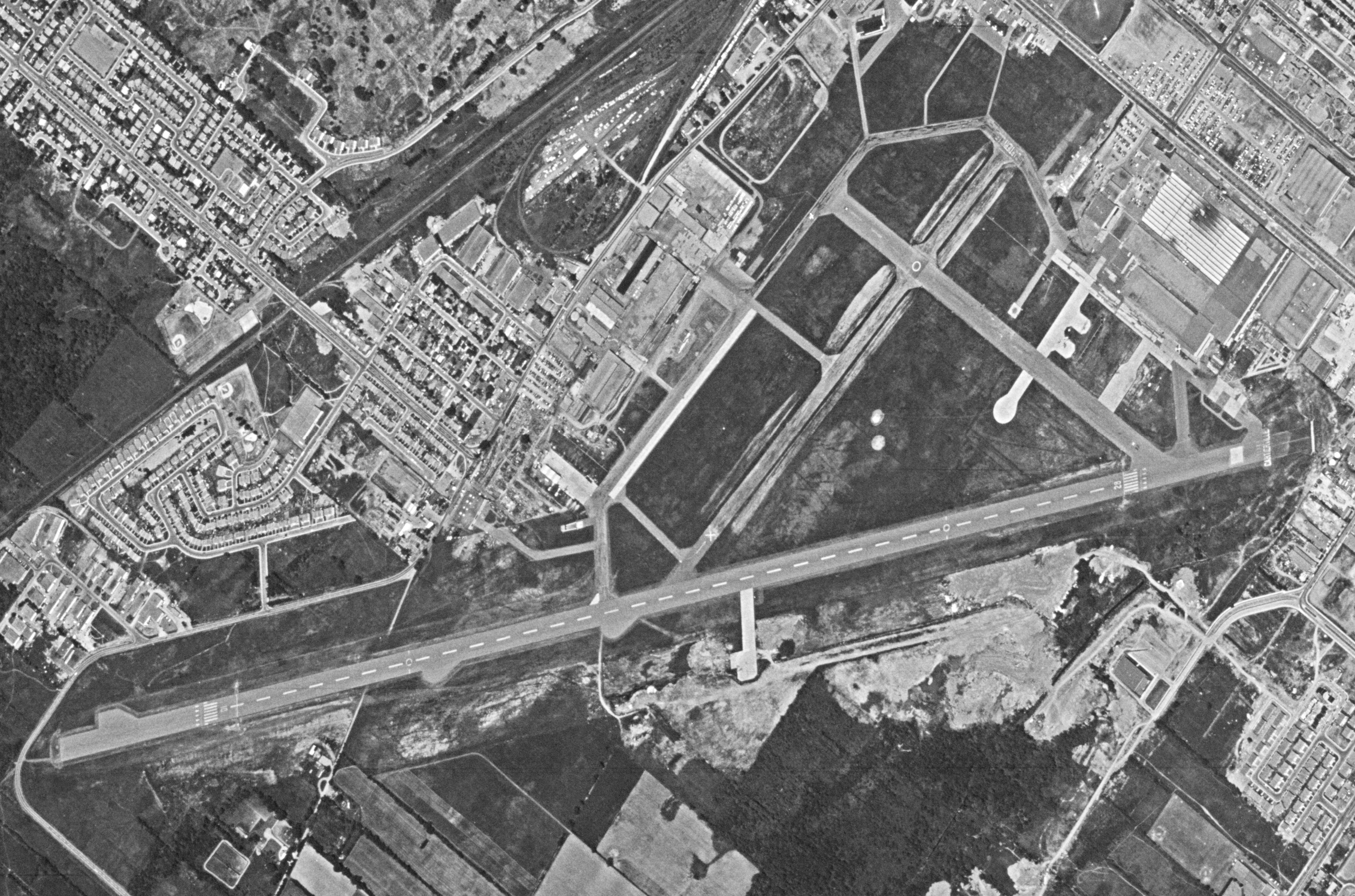
L’aéroport en 1971.

À cause de sa proximité avec l’aéroport de Dorval et de la similitude de ses pistes, Cartierville a été à plusieurs reprises confondu par des pilotes qui y ont atterri. Ainsi le 27 juillet 1960, un Boeing 707 de la Pan Am Airways, à destination de l'aéroport de Dorval a atterrit par erreur à Cartierville. Le 22 juillet 1971, le pilote d'un Douglas DC-9 d'Eastern Air Lines prit aussi la piste principale de l'aéroport de Cartierville pour celle de Dorval et y atterrit. La piste étant plus petite que celle de Dorval, il ne put immédiatement repartir. Les ailes de l'avion furent déboulonnées et les pièces de l'appareil transportées vers Dorval par camion pour y être réassemblées.
Bombardier Aéronautique, qui avait fait l'acquisition de Canadair en août 1986, restait le seul utilisateur de l'aéroport de Cartierville. Cependant, dans un contexte d’expansion urbaine, Bombardier projeta de fermer l’aéroport dans les années suivantes et de vendre le vaste terrain à des promoteurs immobiliers pour y construire un nouveau quartier résidentiel,,. La compagnie créa à cet effet, en mars 1988, ou selon certaines sources en mars 1990, Bombardier Immobilier ltée, une société dédiée à la mise en valeur de son patrimoine immobilier,.
Après cinq ans d'études et de planification, le projet Bois-Franc fut inauguré le 6 août 1993. Bombardier disposait d’un terrain de plus de 20 millions de pieds carrés, autrefois occupé par l’aéroport, et le projet s’étalait sur une décennie avec un objectif de construction de 8 000 logements, approuvé en 1992 par les autorités municipales. Contigu au Nouveau Saint-Laurent, Bois-Franc se distinguait par son concept de qualité de vie, intégrant plus de 20 000 arbres, de nombreux plans d'eau, des squares, et une proximité avantageuse avec le centre de Montréal. Le quartier, situé au sud du boulevard Henri-Bourassa et à l'est du boulevard Cavendish, reprit le nom 'Bois-Franc', en hommage au nom local du secteur.

## Caractéristiques de l'aéroport
- Longueur de la piste : 2 638 mètres (8 792 pieds)
- Élévation : 36 mètres (120 pieds)
- WAC : 906
- Longitude : 73° 43' 0" O
- Latitude  : 45° 31' 0" N